# Тадеј Погачар
Тадеј Погачар (словен. Tadej Pogačar; 21. септембар 1998) словеначки је професионални бициклиста који тренутно вози за UCI ворлд тур тим УАЕ тим емирејтс ХРГ. Четири пута је освојио Тур де Франс, на којем је такође четири пута освојио класификацију за најбољег младог возача и три пута брдску класификацију. Једном је освојио Ђиро д’Италију, гдје је такође једном освојио и брдску класификацију, док је Вуелта а Еспању једанпут завршио на трећем мјесту и освојио је класификацију за најбољег младог возача. Остварио је шест етапних побједа на Ђиро д’Италији, 21 на Тур де Франсу и три на Вуелта а Еспањи. Четири пута је освојио Ђиро ди Ломбардију, по три пута је освојио УАЕ тур, Страде Бјанке и Лијеж—Бастоњ—Лијеж, по два пута је освојио Тирено—Адријатико, Гран при сајклисте де Монтреал, Ронде ван Фландерен и Флеш Валон, док је по једном освојио Волта ао Алгарве, Вуелта а Валенсијану, Тур оф Калифорнију, Вуелта а Андалузију, Амстел голд рејс, Вуелта а Каталуњу, Ђиро дел’Емилију и Критеријум ди Дофине. Једанпут је освојио Свјетско првенство у друмској вожњи, гдје је такође освојио и једну бронзану медаљу, док је једну бронзану медаљу освојио и на Олимпијским играма у друмској вожњи. Три пута је освојио национално првенство у вожњи на хронометар и једном у друмској вожњи. Четири пута је освојио  свјетско рангирање и два пута награду Вело д’Ор, за бициклисту године. Један је од осам возача који су освојили Ђиро д’Италију и Тур де Франс исте године, а такође један је од три возача који су освојили Ђиро д’Италију, Тур де Франс и Свјетско првенство у друмској вожњи исте године. Од 166 етапа које је возио на ворлд тур тркама до 25 године, носио је мајицу за лидера класификације за најбољег младог возача на 119 етапа, по чему је рекордер, док је на Тур де Франсу носио бијелу мајицу на укупно 75 етапа, од чега на 72 заредом, од етапе 13 на трци 2020. до краја трке 2023. по чему је такође рекордер. Његова партнерка је Уршка Жигарт, која је такође професионални бициклиста.
Бициклизмом је почео да се бави са девет година, а професионалну каријеру почео је 2019. Исте године, освојио је Волта ао Алгарве и Тур оф Калифорнија, поставши тако најмлађи бициклиста који је освојио неку ворлд тур трку. У финишу сезоне, завршио је Вуелта а Еспању на трећем мјесту, уз три етапне побједе и освојену класификацију за најбољег младог возача. Године 2020. освојио је Вуелта а Валенсијана трку и првенство Словеније у вожњи на хронометар, 10 секунди испред Приможа Роглича. Недељу дана прије хронометра, Роглич је побиједио Погачара за 10 секунди и освојио првенство Словеније у друмској вожњи. У августу је возио Тур де Франс по први пут у каријери, гдје је пред хронометар на етапи 20 заостајао 57 секунди иза Роглича. На хронометру је побиједио минут и 56 секунди испред Роглича и освојио је Тур 59 секунди испред Роглича, поставши први словеначки побједник Тур де Франса и неке гранд тур трке, освојивши такође брдску и класификацију за најбољег младог возача, уз три етапне побједе. Постао је други најмлађи побједник Тура у историји, након Анрија Корнеа 1904. а такође је постао први возач након Едија Меркса, који је на једном Туру освојио три класификације. Године 2021. освојио је УАЕ Тур, Тирено—Адријатико и Лијеж—Бастоњ—Лијеж, након чега је, по други пут заредом, освојио Тур де Франс, брдску и класификацију за најбољег младог возача, уз три етапне побједе. Послије Тур де Франса, освојио је бронзану медаљу на Олимпијским играма, након чега је, у финишу сезоне, освојио Ђиро ди Ломбардију, поставши тако први возач у историји који је у истој сезони освојио Тур де Франс, два монументална класика и медаљу на Олимпијским играма. На крају сезоне, освојио је UCI свјетско рангирање, са највише освојених бодова током године и добио је награду Вело д’Ор.
Године 2022. на почетку сезоне освојио је УАЕ Тур и Страде Бјанке, поставши први побједник Тур де Франса који је освојио Страде Бјанке, након чега је освојио Тирено—Адријатико другу годину заредом. Тур де Франс је завршио на другом мјесту, иза Јонаса Вингегора, уз три етапне побједе и освојену класификацију за најбољег младог возача трећу годину заредом, чиме је изједначио рекорд који су држали Јан Улрих и Анди Шлек. У финишу сезоне, освојио је Гран при сајклисте де Монтреал и Ђиро ди Ломбардију другу годину заредом, чиме је постао први возач који је освојио Ђиро ди Ломбардију двапут на прва два наступа на трци. Године 2023. освојио је Париз—Ницу, Ронде ван Фландерен, Амстел голд рејс и Флеш Валон, а затим је пао на Лијеж—Бастоњ—Лијежу, гдје је покушао да освоји сва три арденска класика у истој сезони. Након што се опоравио, освојио је првенство Словеније у вожњи на хронометар по трећи пут и у друмској вожњи по први пут, а затим је возио Тур де Франс, гдје је завршио на другом мјесту другу годину заредом, иза Вингегора. У финишу сезоне је освојио Ђиро ди Ломбардију по трећи пут заредом. Године 2024. освојио је Страде Бјанке и Лијеж—Бастоњ—Лијеж по други пут, Вуелта а Каталуњу уз четири етапне побједе, а затим је освојио Ђиро д’Италију уз шест етапних побједа и освојену брдску класификацију. У јулу је освојио Тур де Франс уз шест етапних побједа, поставши први возач послије Марка Пантанија 1998. који је освојио Ђиро д’Италију и Тур де Франс исте године. У септембру је освојио Гран при сајклисте де Монтреал по други пут, а затим Свјетско првенство у друмској вожњи, поставши трећи возач који је освојио троструку круну бициклизма, послије Меркса и Стивена Роуча. У финишу сезоне освојио је Ђиро ди Ломбардију четврти пут заредом. Године 2025. освојио је УАЕ тур и Страде Бјанке по трећи пут, Ронде ван Фландерен по други пут, завршио је на другом мјесту на дебију на Париз—Рубеу, а затим је освојио Флеш Валон по други пут и Лијеж—Бастоњ—Лијеж по трећи пут. У наставку сезоне освојио је Критеријум ди Дофине по први пут, а затим је освојио Тур де Франс по четврти пут, уз освојену брдску класификацију и четири етапне побједе, од којих му је прва била стота побједа у каријери.

## Дјетињство и јуниорска каријера
Тадеј Погачар рођен је у Коменди. Први спорт за који се заинтересовао био је фудбал, који је тренирао до девете године, када је почео да се бави бициклизмом и придружио се старијем брату, Тилену Погачару, у локалном тиму Рог Љубљана. Изјавио је да је хтио одмах имитира брата, али нису имали толико мали бицикл у тиму, па је морао да сачека. Прву трку возио је 2008, док га је 2011. први пут запазио Ендру Хауптман, који му је касније постао тренер. Хауптман га је примијетио на трци на којој је видио како иде иза велике групе старијих возача, након чега је рекао организаторима да би требало некако да му помогну јер је доста млађи од осталих, а организатори су му одговорили да је Погачар заправо испред свих и да достиже групу за цијели круг. Са 16 година је почео да се такмичи у јуниорској конкуренцији, а прва велика трка коју је возио била је Корс де ла Пекс 2015, коју је завршио на осмом мјесту у генералном пласману и на другом мјесту у конкуренцији младих возача.
Године 2016, остварио је прву велику побједу, побиједивши на брдској етапи на Корс де ла Пекс трци. У наставку сезоне, освојио је Ђиро дела Луниђијана, завршивши на подијуму на све три етапе на трци.
Године 2017, потписао је први професионални уговор, са тимом Рог Љубљана и прешао је да се такмичи у конкуренцији возача до 23 године. Сезону је почео у фебруару, на трци у Хрватској, гран при Лагуна—Порец, коју је завршио на осмом мјесту у групном спринту. Трку Истарско прољеће, у марту, завршио је на четвртом мјесту, након чега је возио једнодневне трке, које је завршио у топ 20. Сезону је наставио на трци у Пољској, коју је завршио на петом мјесту у генералном пласману, уз освојену класификацију за најбољег младог возача. Првенство Словеније у вожњи на хронометар завршио је на петом мјесту, три минута иза Јана Поланца, док је првенство у вожњи на хронометар за возаче до 23 године завршио на трећем мјесту, 47 секунди иза Изидора Пенка. Прва професионална трка коју је возио у каријери, била је његова домаћа трка — Тур оф Словенија, коју је завршио на петом мјесту у генералном пласману, 46 секунди иза побједника — Рафала Мајке, уз освојену класификацију за најбољег младог возача. Најбољи резултат до краја сезоне остварио је на једнодневној трци у Аустрији, Рајфајзен гран при Страсенгел, коју је завршио на другом мјесту у спринту, иза Адама де Воса. До краја сезоне возио је друмску трку за возаче до 23 године на Свјетском првенству, коју је завршио на 20 мјесту, у групи коју је одспринтао Беноа Коснефроа; сезону је завршио на трци Пиколо Ђиро ди Ломбардија, за возаче до 23 године, коју је завршио на седмом мјесту, минут и 11 секунди иза Александра Рјабушенка.
Сезону 2018. почео је на трци Гран при Лагуна—Порец, коју је завршио на петом мјесту; Паоло Тото је напао у финишу и побиједио 13 секунди испред петочлане групе, која је дошла на циљ минут испред главне групе. Након једнодневних трка у Хрватској и Словенији, возио је етапну трку Истарско прољеће, у Хрватској, коју је завршио на трећем мјесту у генералном пласману, десет секунди иза побједника — Кристера Хагена. Сезону је наставио на једнодневним тркама, а најбољи резултат остварио је на Гран при Палио дел Речјото трци, коју је завршио на другом мјесту, седам секунди иза Стефана де Бода. У априлу, возио је четврто издање трке Тур оф Кроатија, које је завршио на 13 мјесту у генералном пласману, скоро шест минута иза Константина Сивцова. На 13 мјесту завршио је и трку Флече ди Суд, минут иза Ђанија Маршанда, након чега је возио трку у Чешкој, Гран при Пресниц Спа, гдје је као јуниор побиједио на једној етапи, док је назив трке био Курс де ла Пекс. На последњој, трећој етапи, остварио је соло побједу, минут испред Ксубана Еразкина, остваривши тако прву побједу у конкуренцији возача до 23 године; побједом на последњој етапи, освојио је трку 41 секунду испред Самуелеа Батистеле, уз брдску и класификацију за најбољег младог возача. Национално првенство у вожњи на хронометар завршио је на другом мјесту, минут иза Јана Тратника, након чега је Тур оф Словенија трку завршио на четвртом мјесту, два минута и 16 секунди иза Приможа Роглича, уз освојену класификацију за најбољег младог возача. Једанаест дана након трке, а укупно 18 дана након првенства у вожњи на хронометар, вожено је првенство Словеније у друмској вожњи, које је завршио на шестом мјесту, седам минута иза Матеја Мохорича. Три дана након првенства, учествовао је на Медитеранским играма, гдје је друмску трку завршио на 15 мјесту, девет секунди иза Јалела Дурантија. У јулу, возио је на Европско првенству, гдје је хронометар за возаче до 23 године завршио на 16 мјесту, минут и по иза Едоарда Афинија, док је друмску трку за возаче до 23 године завршио на 12 мјесту, 56 секунди иза Марка Хиршија. Два дана након Европског првенства, стартовао је Тур дел’Авенир трку, познату као Тур де Франс за возаче до 23 године, коју су претходних година освајали Наиро Кинтана, Еган Бернал, Естебан Чавез, Мигел Анхел Лопез и Ворен Барги. На седмој етапи, напао је заједно са Иваном Сосом и Брендоном Мекнултијем; завршио је на трећем мјесту у спринту, али је преузео жуту мајицу, напредовавши за 16 позиција. На трећем мјесту завршио је и девету етапу, девет секунди иза Фернанда Барсела и освојио је трку минут и по испред Тимена Аренсмана, уз друго мјесто у брдској класификацији, два поена иза Алехандра Осорија. Након трке, потписао је први професионални уговор, са ворлд тур тимом — УАЕ тим емирејтс. Сезону је наставио на трци Ђиро дела Ређионе, коју је освојио 25 секунди испред Дмитрија Соколова, уз освојену класификацију за најбољег младог возача. До краја сезоне возио је друмску трку за возаче до 23 године на Свјетском првенству, коју је завршио на седмом мјесту, 47 секунди иза Марка Иршија, док је сезону завршио на Јапан купу, који је завршио на 11 мјесту, два и по минута иза Роберта Пауера.

## Професионална каријера

### 2019
Професионалну каријеру почео је 2019. у ворлд тур тиму УАЕ тим емирејтс. Сезону је почео на Сантос Тур даун андер трци у Аустралији, коју је завршио на 13 мјесту у генералном пласману, 43 секунде иза Дерила Импија, након што је последњу етапу, чији је циљ био на успону Вилунга хил, завршио 20 секунди иза Ричија Порта. Сезону је наставио у Аустралији, на класику Кадел Еванс грејт океан роад рејс, коју је завршио на 44 мјесту у групном спринту. Почетком фебруара, возио је Волта ао Алгарве трку у Португалији. На другој етапи, на последњем успону одвојила се група од четири возача; Погачар је напао на 200 метара до циља, побиједио је испред Ваута Пулса и преузео је лидерску мајицу, секунду испред Пулса. Хронометар на трећој етапи завршио је на петом мјесту, 17 секунди иза Стефана Кинга и повећао је предност на 31 секунду испред Енрика Маса. На петој, последњој етапи, Серен Краг Андерсон и још три возача напали су на 20 km до циља; на око 10 km до циља, пред почетак последњег успона, имали су предност од минут и 20 испред главне групе, у којој је радио тим УАЕ на челу. На успону, Погачар је смањио заостатак и завршио је етапу на петом мјесту, 18 секунди иза Здењека Штибара, а 15 секунди иза Андерсона и освојио је трку 14 секунди испред Андерсона.
Сезону је наставио на класицима; Страде Бјанке је завршио на 30 мјесту, након чега је Гран при Мигел Индураин завршио на шестом мјесту, у групи од шест возача који су на стигли на циљ девет секунди иза Жонатана Ивера. У априлу, возио је Вуелта ал Паис Баско. Трка је почела хронометром, који је Погачар завршио на 18 мјесту, 43 секунде иза Максимилијана Шахмана. Другу етапу завршио је на деветом мјесту, у групи која је дошла на циљ секунду иза Жилијена Алафилипа. На трећој етапи, задржан је у паду на 6 km до циља, због чега је изгубио минут и десет секунди и пао је на 26 мјесто у генералном пласману, скоро два минута иза Шахмана, који је остварио другу етапну побједу. На четвртој етапи, Адам Јејтс је напао на последњем успону, 4 km до циља, пратили су Јакоб Фуглсанг, Шахман и Погачар; Погачар је затим напао, али су остали пратили. На 200 km до циља, Шахман је напао и остварио је трећу етапну побједу, док је Погачар завршио на другом мјесту, четири секунде иза и дошао је до 17 мјеста у генералном пласману. На петој етапи, Емануел Букман је напао на последњем успону, остварио побједу и преузео лидерску позицију, док је Погачар завршио на петом мјесту, минут и по иза и дошао је до десетог мјеста у генералном пласману, два и по минута иза Букмана,док је у класификацији за најбољег младог возача заостајао минут и по иза Шахмана. На последњој, шестој етапи, на 65 km до циља, Фуглсанг и Јон Изагире су напали, Јејтс, Данијел Мартин и Погачар су их брзо достигли, док су сувозачи из тима Бора—ханзгро — Букман и Шахман отпали. Након преласка преко брдског циља Азурки, Букман је заостајао 25 секунди, након чега је сачекао већу групу; на 50 km до циља, лидери су имали 50 секунди предности, након чега је предност расла. У финишу, Погачар је први отпао и завршио је на петом мјесту, седам секунди иза Адама Јејтса и завршио је трку на шестом мјесту у генералном пласману, минут и по иза Изагиреа, уз освојену класификацију за најбољег младог возача.
Крајем априла, возио је арденске класике, од којих је Лијеж—Бастоњ—Лијеж завршио на 18 мјесту. Сезону је наставио на Тур оф Калифорнији. На другој етапи, на око 30 km до циља, одвојила се група од десет возача, међу којима је био и Погачар, који је завршио етапу на четвртом мјесту, десет секунди иза Каспера Асгрена. На трећој етапи, Реми Кавања је побиједио седам минута испред другопласираног, након соло бијега од 75 km; Погачар је завршио на десетом мјесту. На шестој етапи, на последњем успону, након напада, лидер трке — Тиџеј ван Гардерен је отпао, након чега је Џорџ Бенет напао, пратили су га Серхио Игита, Порт и Погачар. На 3,4 km до циља, Погачар је напао, а Игита је једини пратио и одмах напао; Погачар је у почетку био дистанциран, али је достигао Игиту на километар до циља, након чега су возили заједно до циља, а Погачар је побиједио у спринту и преузео је лидерску позицију, 16 секунди испред Игите. Последња, седма етапа, била је спринтерска, није било промјена и Погачар је освојио трку, 16 секунди испред Игите, уз класификацију за најбољег младог возача, поставши тако најмлађи побједник Тур оф Калифорније и најмлађи бициклиста који је освојио неку ворлд тур трку. Након побједе, Погачар је изјавио да му је то био главни циљ у сезони.
У јуну, освојио је првенство Словеније у вожњи на хронометар, 29 секунди испред Матеја Мохорича, након чега је завршио на седмом мјесту на једнодневној трци у Швајцарској — Гран премио ди Лугано. Сезону је наставио на домаћој трци, Тур оф Словенији, гдје је трећу етапу завршио на петом мјесту, у групи која је на циљ стигла 17 секунди иза Дијега Улисија. На четвртој етапи, Погачар је радио за Улисија и на последњем успону су се одвојили од групе, заједно са Александром Власовим и Ђованијем Висконтијем. Стигли су на циљ 32 секунде испред групе; Висконти је побиједио, док је Погачар завршио на трећем мјесту. Последња, пета етапа, била је спринтерска и Погачар је завршио на четвртом мјесту у генералном пласману, 30 секунди иза сувозача — Дијега Улисија, уз освојену класификацију за најбољег младог возача. Недељу дана након трке, возио је национално првенство у друмској вожњи, које је завршио на седмом мјесту, седам и по минута иза Домена Новака.
Почетком августа, возио је Класик Сан Себастијан, али га није завршио, након чега је возио прву гранд тур трку — Вуелта а Еспању, гдје је био најмлађи возач. Вуелта је почела екипним хронометром, који је тим УАЕ завршио на претпоследњем, 21 мјесту, минут и седам секунди иза Астане, док је Погачар завршио на 130 мјесту. На другој етапи, на 20 km до циља, шесторица возача су напала, Погачар није могао да их прати и завршио је на осмом мјесту, 37 секунди иза и заостајао је минут и 40 секунди у генералном пласману. На петој етапи, Мигел Анхел Лопез је напао на последњем успону, 3 km до циља, из групе фаворита, нико није могао да га прати. Погачар је завршио на седмом мјесту, 42 секунде иза Лопеза, а 30 секунди иза Роглича и Алехандра Валвердеа. На шестој етапи, Хесус Ерада је побиједио из бијега, пет минута испред групе, док је Погачар напао на километар до циља и завршио је двије секунде испред групе. На седмој етапи, Лопез је напао на последњем успону, пратили су Кинтана, Валверде и Роглич, док је Погачар отпао и завршио је 51 секунду иза, заједно са сувозачем — Фабиом Аруом и дошао је до шестог мјеста у генералном пласману, два и по минута иза Лопеза. На деветој етапи, Кинтана је напао на 4 km до циља, након што је Лопез отпао, пратио га је Погачар, који је затим напао и побиједио 23 секунде испред Кинтане, а 48 секунди испред Роглича и Валвердеа и дошао је до петог мјеста у генералном пласману, минут и 42 секунде иза Кинтане. Хронометар на десетој етапи, завршио је на 11 мјесту, минут и 29 иза Роглича, који је преузео вођство у генералном пласману, док је Погачар остао на петом мјесту, три минута и пет секунди иза Роглича. На етапи 13, Роглич је напао на 3 km до циља, отпали су Кинтана и Лопез, а након другог напада отпао је и Валверде, пратио је само Погачар. До краја су радили заједно, а Погачар је у спринту остварио другу побједу, завршивши 27 секунди испред Валвердеа и Кинтане и минут испред Лопеза, захваљујући чему је дошао до трећег мјеста у генералном пласману, три минута иза Роглича, 35 секунди иза Валвердеа, а 17 секунди испред Лопеза и преузео је вођство у класификацији младих возача, испред Лопеза. На етапи 15, Валверде је напао на 6,2 km до циља, пратио је само Роглич, док је Погачар завршио 40 секунди иза. На етапи 16, Лопез и Погачар су нападали више пута у последња два километра, Роглич је пратио, док је Валверде изгубио 23 секунде. На етапи 17, Кинтана је отишао у бијег, а његов тим — Мовистар, раздвојио је групу по вјетру на 50 km до циља, радећи за Валвердеа, због чега је Погачар остао без сувозача; завршио је у главној групи која је на циљ стигла пет и по минута иза Кинтане, због чега је Кинтана дошао до другог мјеста у генералном пласману, а Погачар је пао на четврто. На етапи 18, на последњем успону, након више напада Лопеза, Погачар је отпао заједно са Кинтаном и изгубио је 59 секунди, због чега је пао на пето мјесто у генералном пласману и изгубио је бијелу мајицу. На етапи 19, на 65 km до циља, Роглич и Лопез су задржани у паду, док је на челу групе радио Мовистар, због чега су их критиковали остали возачи јер нису чекали лидера. Након 15 km, вратили су се у групу, а Погачар је завршио на осмом мјесту у спринту. На етапи 20, Погачар је напао на претпоследњем успону, на 40 km до циља и побиједио је минут и по испред Валвердеа, остваривши трећу побједу, захваљујући чему је дошао до трећег мјеста у генералном пласману и узео поново бијелу мајицу, за најбољег младог возача. Последња етапа била је спринтерска, није било промјена и Погачар је завршио на трећем мјесту у генералном пласману, два и по минута иза Роглича и 22 секунде иза Валвердеа, уз три етапне побједе и освојену класификацију за најбољег младог возача, док је у класификацији по поенима завршио на другом мјесту, 19 бодова иза Роглича.
Сезону је завршио на Свјетском првенству, гдје је возио мјешовити хронометар, који је Словенија завршила на седмом мјесту, скоро два минута иза Холандије. док је друмску трку завршио на 18 мјесту, минут и 14 секунди иза Мадса Педерсена.

### 2020
Сезону 2020. почео је на Вуелта а ла Комунидад Валенсијана трци, гдје је побиједио у спринту Валвердеа на другој етапи и преузео лидерску мајицу. На четвртој етапи, напао је на 3 km до циља и остварио је другу побједу, шест секунди испред Пулса. последња, пета етапа, била је спринтерска, није било промјена и Погачар је освојио трку, шест секунди испред Џека Хејга, уз освојену класификацију за најбољег младог возача. Сезону је наставио на УАЕ Туру. На трећој етапи, Адам Јејтс је напао на 6 km до циља, пратили су само Алексеј Луценко и Давид Году, док је Погачар заостајао. На 5 km до циља, Погачар је почео да се приближава, због чега је Јејтс поново напао и отишао од Луценка и Годуа, које је брзо и Погачар достигао и отишао од њих. На 3 km до циља, Погачар је заостајао 40 секунди иза Јејтса, али се до краја разлика само повећавала и завршио је минут и три секунди иза Јејтса. На петој етапи, нападао је више пута, пратили су Јејтс, Луценко и Году; у последњих 100 метара, Луценко је почео први да спринта, али га је Погачар обишао и остварио прву етапну побједу. Након пете етапе, трка је прекинута због тога што је неколико возача било позитивно на корона вирус; у тренутку прекида, био је на другом мјесту у генералном пласману и на првом мјесту у класификацији младих возача. Након Париз—Нице, која је прекинута прије последње етапе, 14. марта, прекинута је читава сезона у бициклизму, а трке су или одложене или отказане. UCI је објавио нови календар за сезону 2020, по којем је старт Тура помјерен за 29. август, док су Ђиро д’Италија и Вуелта а Еспања помјерене за октобар.
Сезону је наставио у јуну, на првенству Словеније. На друмској трци, чији је циљ био на успону Амброж под Крвавцем, Роглич је први напао на успону, Погачар је заостајао, али га је достигао; ушли су заједно у последњи километар, када је Роглич поново напао и побиједио десет секунди испред. Недељу дана касније, на првенству Словеније у вожњи на хронометар, чији је циљ био на успону Покуљка, Погачар је освојио титулу 8.5 секунди испред Роглича; Роглич је користио само хронометрашки бицикл, док је Погачар пред успон промијенио бицикл и узео друмски. У августу, када је настављена сезона у оквиру ворлд тура, возио је класике у Италији: Страде Бјанке, који је завршио на 13 мјесту, десет минута иза Ван Арта и Милано—Санремо, који је завршио на 12 мјесту, у групи која је дошла на циљ двије секунде иза Ван Арта и Алафилипа. Сезону је наставио на Критеријуму ди Дофине, који је због пандемије ковида 19, скраћен на пет етапа, без спринтерских етапа и хронометра. Прву етапу завршио је на петом мјесту у спринту, док је Ван Арт побиједио. На другој етапи, тим Јумбо—визма је диктирао темпо због којег је отпало доста фаворита, а након што је Роглич напао на километар до циља, отпао је и Погачар и завршио је на 15 мјесту, минут иза Роглича. Трећа етапа вожена је до успона Кол де Маделена; Роглич је напао у последњем километру и завршио је на другом мјесту, док је Погачар завршио у групи са истим временом. На последњој, петој етапи, Погачар је завршио на трећем мјесту, 30 секунди иза Сепа Куса и, након што су трку напустили Роглич, Кројсвајк и Бернал, Погачар је завршио на четвртом мјесту у генералном пласману, 56 секунди иза Данијела Мартинеза.
У августу је возио Тур де Франс по први пут. Тур је почео спринтерском етапом, по киши и лошем времену, због чега је неколико возача пало, а Тони Мартин је изашао испред групе и показао покретом руке да је етапа неутралисана и да нема напада; настављена је на 25 km до циља, а Погачарев сувозач — Александер Кристоф је побиједио и узео жуту мајицу. На другој етапи, Алафилип је побиједио и узео жуту мајицу, док је Погачар завршио у групи која је дошла на циљ двије секунде иза. Циљ четврте етапе био је на успону Орсијере—Мерлет; група фаворита је стигла на циљ заједно, а у спринту је завршио на другом мјесту, изгубивши од Роглича. На седмој етапи, због вјетра, група се раздвојила, а Погачар, Ричи Порт, Микел Ланда и Карапаз су се нашли у групи иза; њихови тимови су радили на челу у покушају да се врате у главну групу, али су завршили минут и 20 секунди иза и пао је на 16 мјесто у генералном пласману, минут и по иза Адама Јејтса, а минут и 25 секунди иза Роглича. На осмој етапи, напао је на 15 km до циља и завршио је на деветом мјесту на етапи, али 40 секунди испред групе и дошао је до деветог мјеста у генералном пласману, 48 секунди иза Јејтса. На деветој етапи, вожена су два брдска циља прве категорије; Погачар је напао на 20 km до циља и група се раздвојила. Нападао је још два пута, а након другог напада, пратили су само Роглич, Ланда и Бернал, који су прешли заједно преко последњег брдског циља. До краја етапе, достигли су Марка Иршија који је био у бијегу, Погачар је побиједио у спринту испред Роглича, остваривши прву побједу на Тур де Франсу, захваљујући чему је дошао до седмог мјеста у генералном пласману, 44 секунде иза Роглича, који је преузео жуту мајицу од Јејтса. Циљ етапе 13 био је на успону Пиј Мари, који је био дуг 5,4 km. У последњим километрима, Роглич и Погачар су се одвојили од осталих и прешли су кроз циљ заједно; Бернал је изгубио 38 секунди и Погачар је дошао до другог мјеста у генералном пласману, 44 секунде иза Роглича, а 15 секунди испред Бернала. Циљ етапе 15 био је на успону Гран Колумбијер; Ван Арт је био на челу групе, а на 13 km до циља, Бернал је отпао, заједно са Наиром Кинтаном. Тим Јумбо—визма је возио на темпо, до 600 метара до циља, када је Роглич напао, али је Погачар одмах пратио; Порт је напао на 150 метара до циља, пратили су Роглич и Погачар. На 100 метара до циља, Погачар је напао, пратио је само Роглич, али није могао да прође и Погачар је остварио другу побједу, а захваљујући разлици од шест секунди бонификације, смањио је заостатак на 40 секунди у генералном пласману. На етапи 16, група је завршила 16 минута иза возача који су били у бијегу; Погачар је напао на 500 метара до циља, али су остали пратили и завршили су са истим временом. На етапи 17, на последњем успону, након вожње на темпо, у групи су остали само Лопез, Ланда, Порт, Кус, Роглич и Погачар; Лопез је напао на 2,5 km до циља, остали нису пратили. Роглич је затим напао, а Погачар није могао да га прати и завршио је на трећем мјесту, 30 секунди иза Лопеза и 15 иза Роглича, који је повећао предност у генералном пласману испред Погачара на 57 секунди. На етапи 18, Ланда је напао на последњем успону, али је у финишу достигнут; у спринту, Роглич и Погачар су завршили секунду испред осталих фаворита. На етапи 20, вожен је брдски хронометар, дуг 36,2 km, док је циљ био на успону Ла Планш де бел филс, који је био дуг 5,9 km. Погачар и тим УАЕ су неколико пута обилазили руту, а први пут у јулу и августу, прије почетка Тура, како би се Погачар што боље припремио. Ујутру, на дан етапе, тим је изнајмио апартман у Луру, како би Погачар избјегао нервозу прије старта етапе; такође, тим није ишао на последњи обилазак руте то јутро, јер су сматрали да су је обишли довољан број пута претходних дана. На првом пролазном циљу, Погачар је био 13 секунди испред Роглича, док је након 17,3 km, престигао Лопеза, који је стартовао два минута прије њега. Пред почетак успона, био је 30 секунди испред Роглича. Пред успон, обојица су мијењала бицикл, а на 3,9 km до циља, Погачар је био испред Роглича у виртуелном генералном пласману, док су, у том тренутку, двојица првопласираних на хронометру и сувозачи Роглича — Том Димулен и Ваут ван Арт, стајали један поред другог и гледали вожњу Погачара. На последњем пролазном мјерењу, 2.7 km до циља, Погачар је био минут и 22 секунде испред Роглича. Побиједио је минут и 20 секунди испред Тома Димулена, остваривши трећу побједу, док је завршио минут и 56 секунди испред Роглича и преузео је жуту мајицу. Након етапе, док је давао интервју, пришао му је Роглич, загрлио га и честитао му на побједи; такође након етапе, Погачар је изјавио да му је, прије почетка хронометра, механичар спремао бицикл за последњу етапу у Паризу, а рам је обојио бијелом бојом, у част тога што је лидер класификације младих возача; Погачар је након тога ушао у аутобус и рекао им: „шта, не вјерујете да могу да побиједим?“ Успон је одвезао за 16 минута и десет секунди, што је било најбоље вријеме, захваљујући чему је преузео и тачкасту мајицу, за лидера брдске класификације, испред Карапаза, а такође је поставио нови рекорд на успону, одвезавши га двије секунде брже од времена које је остварио Фабио Ару 2017. Након етапе, објављено је да је хронометар возио без компјутера којим прати откуцаје срца, али је између ручки постављен компјутер за анализу података са „паурметера“, са осталих етапа. Последња етапа била је спринтерска, Погачар је са тимом прослављао побједу возећи испред других, након чега су му се придружили остали Словенци који су били на трци. Није било промјена у генералном пласману и Погачар је освојио Тур де Франс 59 секунди испред Роглича, уз три етапне побједе и освојене брдску и класификацију за најбољег младог возача. Постао је тако први словеначки побједник Тур де Франса и неке гранд тур трке, а такође је постао други најмлађи побједник Тура у историји, након Анрија Корнеа 1904, који је првобитно завршио на петом мјесту, али му је побједа додијељена јер су четворица првопласираних накнадно дисквалификовани због варања. Постао је и први возач након Едија Меркса, који је на једном Туру освојио три класификације. Многи су побједу Погачара описали као најдраматичнију након 1989, када је Грег Лемонд освојио Тур осам секунди испред Лорана Фињона, који је пред хронометар на последњој етапи имао 50 секунди предности.
Сезону је наставио на Свјетском првенству, гдје је на друмској трци радио за Роглича. Напао је на 42 km до циља и, на уласку у последњи круг, на 28,8 km до циља, имао је 25 секунди предности. На 22 km до циља, Димулен је напао и достигао Погачара, али их је затим, на 21 km до циља достигла група. Винченцо Нибали, Ригоберто Уран, Микел Ланда и Ван Арт су се одвојили, али је Погачар радио на челу групе како би их достигли, након чега је отпао и завршио је на 33 мјесту, пет минута иза Алафилипа. Након првенства, изјавио је да је његов циљ био да нападом примора друге да раде и да направи селекцију возача, како би помогао Рогличу да побиједи. Крајем септембра, возио је Флеш Валон, први од два арденска класика која су вожена. У нападу на последњем километру, на успону Мур де Иј, није могао да прати водеће и завршио је на деветом мјесту, пет секунди иза Марка Иршија. На Лијеж—Бастоњ—Лијежу, Алафилип је напао на 500 метара до врха последњег успона, пратили су Квјатковски, Ирши, Роглич и Погачар, који су заједно стигли на циљ, а у спринту, Погачар је завршио на четвртом мјесту; Алафилип је славио побједу, али је утврђено да је Роглич побиједио у фото финишу, док је Алафилип кажњен због опасног спринта и премјештен на последње мјесто у првој групи, због чега је Погачар завршио на трећем мјесту. Након Лијеж—Бастоњ—Лијежа, завршио је сезону; првобитно је планирано да вози Ронде ван Фландерен, али су из тима УАЕ изјавили да му је потребан одмор.
У новембру, поклонио је бицикл који је возио на последњој етапи на Тур де Франсу, галерији произвођача бицикала које вози — Колнаго, у којој се налазе и бицикли Едија Меркса и Јохана Мусеува. Заједно са Рогличем, проглашен је за бициклисту године у Словенији, док је у избору за најбољег спортисту године у Словенији, завршио на другом мјесту, иза Роглича; Роглич је добио 61 глас, док је Погачар добио 43. У избору за бициклисту године, награду Вело д’Ор, завршио је на другом мјесту, иза Роглича.

### 2021
Пред почетак сезоне 2021. изјавио је да су му циљеви Тур де Франс, Вуелта а Еспања и друмска трка у оквиру Олимпијских игара. У јануару, примио је вакцину против ковида 19, заједно са остатком тима, у Уједињеним Арапским Емиратима, гдје је такође промовисао жуту мајицу са Тур де Франса 2020. У сезони 2020 Погачар је користио бицикло са бандаш кочницама а у сезони 2021 че користити (исти као 2020) Colnago V3Rs са комбинацијом бандаш кочница (брдске етапе) и диск кочница. Опције са диск кочницама 2020 није користио због превелике масе. За 2021. смањили су масу према минималној 6,8 kg којих дозвољава Светскa бициклистича унија (UCI). 
Сезону је почео на УАЕ Туру. Прва етапа била је спринтерска, али се због вјетра група раздвојила и доста фаворита је изгубило вријеме. Хронометар на другој етапи завршио је на четвртом мјесту, 24 секунде иза Филипа Гане и преузео је лидерску мајицу, након што је Метју ван дер Пул морао да се повуче са трке због позитивних случајева на ковид 19 у тиму. На трећој етапи, Кус је напао на 4,3 km до циља, пратили су Адам Јејтс и Погачар; Јејтс је напао на 3,7 km до циља, након чега је отпао Кус. До краја етапе, Јејтс је нападао више пута, Погачар је пратио и побиједио у спринту, повећавши предност у генералном пласману на 43 секунде испред Јејтса. На петој етапи, Луценко је био у бијегу до 250 метара до циља, када га је достигао Јонаса Вињегара, који је напао из главне групе и побиједио; Погачар је у спринту побиједио Јејтса и завршио на другом мјесту, три секунде иза, повећавши предност на 45 секунди испред Јејтса. Последње двије етапе биле су спринтерске, није било промјена и Погачар је освојио трку, 45 секунди испред Јејтса. 
Почетком марта, продужио је уговор са тимом УАЕ до краја 2026, поставши тако возач са најдужим уговором од професионалних бициклиста. Сезону је наставио на Страде Бјанке трци. На око 25 km до циља, Алафилип је напао, пратили су Метју ван дер Пул, Ван Арт, Михал Гогл, Бернал, Том Пидкок и Погачар. Ван дер Пул је напао на последњем сектору калдрме, на 11 km до циља, пратио је само Алафилип, а затим их је достигао Бернал, док је Погачар радио у групи иза, али нису могли да их достигну. У последњем километру, Ван дер Пул је напао на успону и остварио соло побједу, пет секунди испред Алафилипа, док је Погачар завршио на седмом мјесту, 54 секунде иза.  У марту, возио је Тирено—Адријатико по први пут, главни ривали били су му Бернал, Нибали, Кинтана и Ван Арт, који је хтио да се опроба као лидер тима на етапним тркама. Након прве три етапе, на којима су по побједу остварили Ван Арт, Алафилип и Ван дер Пул, циљ четврте етапе био је на успону Прати ди Тиво. Погачар је напао на 5,5 km до циља, што нико није могао да прати; побиједио је шест секунди испред Сајмона Јејтса, који је у финишу смањио заостатак и преузео је лидерску мајицу, 35 секунди испред Ван Арта. На петој етапи, Ван дер Пул је напао на 52 km до циља, стекао је три минута предности, након чега је Погачар напао из главне групе, на 17 km до циља. На последњем успону — Кастелфидарду, који је имао секције од 15% нагиба, смањио је заостатак, али није успио да достигне Ван дер Пула, завршивши на другом мјесту, десет секунди иза, захваљујући чему је повећао предност у генералном пласману на минут и 15 секунди испред Ван Арта. Хронометар на последњој, седмој етапи, завршио је на четвртом мјесту, 12 секунди иза Ван Арта и освојио је трку минут испред Ван Арта, уз освојене брдску и класификацију за најбољег младог возача.
Успешну сезону завршио је крајем децембра са победом на Љубљанском циклокросу. 

### 2022
У интервјуу пред почетак сезоне 2022. циљне трке су УАЕ Тур (20.-26. фебруар), Страде Бјанке (5. март), Тирено—Адријатико (7.-13. март), Милано—Санремо (19. март), Ронде ван Фландерен (30. март), Флеш Валон (20. април), Лијеж—Бастоњ—Лијеж (24. април), Трка по Словенији (15.-19. јун), Тур де Франс (1.-27. јул), Вуелта а Еспања (19.8.-11.9.) и Ђиро ди Ломбардија (8. октобар). 
Након Тур де Франса Вуелта није била на списку па је навео само наступе на дневним тркама (класике): Сан Себастијан (30. јул), Велика награда Бретаније (28. август), Велика награда Квебека (9. септембар), Велика награда Монтреала (11. септембар), Светско првенство (25. септембар), Ђиро дел Емилија (1. октобар), Тре вaли Варезине (4. октобар) и Ђиро ди Ломбардија (8. октобар). 

Сезону је почео са победом на етапној трки УАЕ Тур, где је, као домаћин, обранио победу из 2021. Победио је и на другој трки класици  - Страде Бјанке, где је извео соло напад 50 километара до циља.  У Сијену је стигао са 37 секунди пред другопласираним Алехандром Валвередем.
Трећа трка је Тирено-Адријатико где је на трећој етапи показао своју доминацију са наглим бегом од пелотона, којег је могао да следи једино Жилијен Алафилип али не и други фаворит - Ремко Евенепељ. Ту је добио 3 секунде бонуса и са победом на четвртој етапи преузео је водство.  Два дана касније победио је и шесту етапу (213 км Апекио - Карпења) где је извео 16-километарски соло напад на поседње брдо (Монте Карпења надморском висином 1366 метара) и опасан, клизав спуст према Карпењи, у циљ је стигао минут пре другопласираним, док је другопласирани у генералном, Ремко Евенепељ, заостао за 4 минута.  То је била Погачару 36. професионална победа.  Час прије Погачарове етапе победе етапу је на трки Париз-Ница добио и његов "ривал" Примож Роглич па је тако Словенија опет славила дуплу победу у професионалном бициклизму.  Дан касније Погачар је суверено освојио трку Тирено-Адријатико, другопласирани Јонас Вињегар (Џамбо-Визма) је заостао за 1:52. Исти дан је генералну поведу однео и Примож Роглич на трки Париз-Ница. То је трећа генерална победа, до тада, у три одржане трке.
За класику Лијеж—Бастоњ—Лијеж бије је један од фаворита, али је због смрти таште учешче дан прије трке отказао. 
Као припермну трку пред Тур де Франс поновно је наступио на Трки по Словенији, где је са тимским колегом Рафалом Мајком показао доминацију. Победио је 2 етапе и генерални пласман и поновио успех из 2021. Двојац Погачар-Мајка (Тим Емирати) биће главни фаворит против двојца Роглич-Вингегор (Тим Џамбо-Визма) на Тур де Франсу. 

#### Тур де Франс
|                   | @UAE-TeamEmirates | Twitter |
| @UAE-TeamEmirates |                   |         |

            🤍💬 @TamauPogi: “Yesterday was not completely negative after all, I’m confident the situations that happened yesterday are unlikely to happen again: I am therefore confident for the future stages.”

       July 14, 2022

Погачар је прву етапну победу имао на 6. етапи, која се је завршила са крачим успоном у граду Лонгви и тиме преузео жуту мајицу од Вот ван Арта (Тим Џамбо-Визма).  У самом финишу који је почео Примож Роглич показао је своју надмоћ и над осталим конкурентима; у циљ је стигао са неколико дужина бицикла разлике. Слично је добио и наредну, седму, етапу, где је у финишу престигао Јонаса Вињегара (Тим Џамбо-Визма). Жуту мајицу је предао у 11. етапи, где је на почетку сузбијао нападе Приможа Роглича и Јонаса Вингегора (оба Тим Џамбо-Визма) на успонима Кол Телеграф (1554 м, 17,6 km, 7.0 %) и Кол Галибијер (2530 м, 17,6 km, 6.8 %) али на крају није могао да држи темпо Јонаса Вингегора на (последњи и најтежи) успон на Кол Гранон (2404 м, 11,4 km, 9.1 %), где је изгубио 2 минуте 22 секунди и пристао на тречем месту у генералном пласману.  Разлог за велик заостатак су били лично покривање више напада од тима Џамбо-Визма, велика врућина и недовољан унос енергетских гела на крају етапе.  
Очекивани дуел Роглич-Погачар завршио се је у 15. етапи, где је Роглич напустио трку (DNS) због болова које је добио код пада у 8. етапи, где је добио ишчашење раменог зглоба; касније се показало да има и прелом пршљена.  Погачар је успео да овсоји и 17. етапу, са брдским финишом на Пејрагиде (1529 м, 8,1 km, 7.2 %), где је имао велику помоч од клубске колеге Брандона Макналтија, који му је помогао да испадне цео тим Џамбо-Визме осим данаца Јонаса Вингегора. Венгегоров реванш је био у 18. етапи, коју је победио и направио додатну разлику 1:04 до Погачара. Разлика је тако нарасла на 3:26 и тиме осигурао да се не понови хронометар из 2020, где је Џамбо-Визма изгубила Тур де Франс на посљедној етапи од Тадеја Погачара. 
Тур је тако припао данскоме бициклисти Јонасу Вингегору, па је Данска дочекала ловорику 26 година након победе Бјарнеа Риса (1996). Погачар је заузео друго место са освојене три етапе и мајицом најбољег младог бициклисту.

### 2023
Погачар је сезону 2023. почео победом у трци Jaén Paraiso Interior и наставио је победама у тркама Vuelta a Andalucía и Paris–Nicе.  Наставио је своју доминацију у класичним тркама са још три победе у Ронде ван Фландерен, Амстел голд рејс и Флеш Валон.
На старту трке Лијеж—Бастоњ—Лијеж, Погачар се сударио са Микелом Онореом, због чега је добио фрактуру ручног зглоба, што је довело до напуштања трке. Његов зглоб је успешно оперисан и Погачар је могао да се врати тренинзима на собном бициклу неколико недеља касније, пре него што се придружио свом тиму у њиховом тренинг кампу у Сијера Невади. Ова повреда се догодила само неколико месеци од Тур де Франса, што је довело сумњу да ће бити способан за трку или ће бити у форми која му је потребна да се такмичи у Генералној класификацији, а имао је само два тркачка дана да се доведе у форму пре Тур де Франс. Погачар је победио на 6. етапи Тур де Франса 2023. и 20. етапи. Заузео је друго место у генералном пласману на крају трке.

### 2024
Погачар је најавио да планира 2024. године да учествује на тркама Ђиро д’Италија, Тур де Франс, такође на Олимпијским играма и на Светском првенству. 
Учествовао је на трци Милан—Санремо и завршио трећи у пласману. У трци Вуелта а Каталуња је освојио постоље пошто је победио у четири од седам укупних етапа.
Априла 2024. године је освојио прво место на трци Лијеж—Бастоњ—Лијеж где је имао предност од једног минута и 39 секунди од другопласираног.
У трци у Италији Ђиро д’Италија је однео победу у генералном пласману. Имао је предност од око десет минута. Већ од друге етапе је носио розе мајицу и носио је до краја трке. Освојио је седам етапа укупно, углавном на брдским етапама и хронометру.

## Резултати на тркама

### Резултати на гранд тур тркама
| Гранд тур трке  | 2019. | 2020. | 2021. | 2022. | 2024 |
| --------------- | ----- | ----- | ----- | ----- | ---- |
| Ђиро д’Италија  | —     | —     | —     | —     | 1    |
| Тур де Франс    | —     | 1     | 1     | 2     |      |
| Вуелта а Еспања | 3     | —     | —     | —     |      |

### Резултати на главним етапним тркама
| Етапне трке          | 2019. | 2020. | 2021. | 2022. | 2023. |
| -------------------- | ----- | ----- | ----- | ----- | ----- |
| Париз—Ница           | —     | —     | —     | —     | 1     |
| Тирено—Адријатико    | —     | —     | 1     | 1     | —     |
| Вуелта а Каталуња    | —     | NH    | —     | —     |       |
| Вуелта ал Паис Баско | 6     | NH    | 3     | —     |       |
| Тур де Романди       | —     | NH    | —     | —     |       |
| Критеријум ди Дофине | —     | 4     | —     | —     |       |
| Тур де Свис          | —     | NH    | —     | —     |       |

### Резултати на класицима
| Монументални класици           | 2019. | 2020. | 2021. | 2022. | 2023. |
| ------------------------------ | ----- | ----- | ----- | ----- | ----- |
| Милано—Санремо                 | —     | 12    | —     | 5     |       |
| Ронде ван Фландерен            | —     | —     | —     | 4     |       |
| Париз—Рубе                     | —     | —     | —     | —     |       |
| Лијеж—Бастоњ—Лијеж             | 18    | 3     | 1     | —     |       |
| Ђиро ди Ломбардија             | —     | —     | 1     | 1     |       |
| Остали класици                 | 2019. | 2020. | 2021. | 2022. | 2023. |
| Омлоп хет Ниувсблад            | —     | —     | —     | —     | —     |
| Курне—Брисел—Курне             | —     | —     | —     | —     |       |
| Страде Бјанке                  | 30    | 13    | 7     | 1     | —     |
| Е3 Бинкбанк                    | —     | —     | —     | —     |       |
| Гент—Вевелгем                  | —     | —     | —     | —     |       |
| Дварс дор Фландерен            | —     | —     | —     | 10    |       |
| Шелдепрајс                     | —     | —     | —     | —     |       |
| Амстел голд рејс               | DNF   | —     | —     | —     |       |
| Флеш Валон                     | 53    | 9     | DNS   | 12    |       |
| Класик Сан Себастијан          | DNF   | —     | —     | DNF   |       |
| Бретање класик                 | —     | —     | DNF   | 89    |       |
| Гран при сајклисте де Квебек   | —     | —     |       | 24    |       |
| Гран при сајклисте де Монтреал | —     | —     |       | 1     |       |
| Милано—Торино                  | —     | —     | 4     | —     |       |

### Резултати на Свјетском првенству
| Свјетско првенство у друмској вожњи       | 2019. | 2020. | 2021. | 2022. |
| ----------------------------------------- | ----- | ----- | ----- | ----- |
| Друмска трка                              | 18    | 33    | 37    | 16    |
| Вожња на хронометар                       | —     | —     | 10    | 9     |
| мјешовити хронометар за националне тимове | 7     | —     | —     | —     |

### Резултати на Олимпијским играма
| Олимпијске игре     | 2021. |
| ------------------- | ----- |
| Друмска трка        | 3     |
| Вожња на хронометар | —     |

### Резултати на националном првенству
| Првенство Словеније | 2017. | 2018. | 2019. | 2020. | 2021. | 2022. |
| ------------------- | ----- | ----- | ----- | ----- | ----- | ----- |
| Друмска трка        | —     | —     | 7     | 2     | 5     | —     |
| Вожња на хронометар | 5     | 2     | 1     | 1     | 3     | —     |

| —   | Није учествовао |
| DNS | Није стартовао  |
| DNF | Није завршио    |
| DSQ | Дисквалификован |
| NH  | Није одржано    |